# Коте, Мишель
Мишель Коте (фр. Michel Côté; 25 июня 1950, Альма, Квебек — 29 мая 2023) — квебекский актёр телевидения, кино и театра. В основном играл в комедиях и криминально-приключенческих фильмах.

## Биография
Родом из семьи скромного достатка. В детстве играл в любительском театре.
Вместе с такими актёрами, как Марк Мессье и Марсель Готье, был одним из участников бродячей постановки комедии «Пивная пена» (fr:Broue). Этот спектакль, впервые поставленный в 1970-е годы, до сих пор пользуется кассовым успехом в Квебеке, и в частности, являлся одним из важных источников дохода актёра. В связи с тем, что спектакль обычно ставится с октября по апрель, Мишель Коте обычно снимается в кино с мая по сентябрь.
На протяжении своей карьеры Коте исполнил ряд ролей в телесериалах, из которых самыми известными были «Маленькая жизнь» и трилогия «Омерта». За роль в последнем получил премию «Жемо» в 1999 году.
Также сыграл в ряде фильмов, в том числе в таких, как Последний туннель и Чёрный список.
Жена — актриса Вероника Ле Флаге, в браке родилось двое детей — Шарль и Максим. В фильме «Пише: Между небом и землёй» Мишель сыграл взрослого капитана Пише, а Максим — его же в молодости.

## Фильмография

### Кино
- 1983 : Au clair de la lune
- 1986 : La Fuite
- 1989 : fr:Cruising Bar : Серж, Жан-Жак, Патрис и Жерар
- 1989 : fr:Dans le ventre du dragon
- 1990 : fr:T'es belle Jeanne
- 1990 : fr:Moody Beach
- 1990 : fr:La fille du Maquignon (TV)
- 1992 : fr:Miss Moscou (TV)
- 1994 : fr:Le Vent du Wyoming
- 1995 : fr:Erreur sur la personne
- 1995 : Liste noire
- 2000 : fr:La Vie après l'amour: Gilles Gervais
- 2003 : Sur le seuil
- 2004 : fr:le Dernier Tunnel: Марсель Талон
- 2005 : C.R.A.Z.Y.: Жерве Больё
- 2007 : fr:Ma fille, mon ange
- 2008 : fr:Cruising Bar 2 : Серж, Жан-Жак, Патрис и Жерар
- 2009 : fr:De père en flic : комендант Жак Ларош
- 2010 : Пише: Между небом и землёй : капитан Робер Пише
- 2011 : Le Sens de l’humour : Роже Жандрон, маньяк
- 2012 : fr:Omertà : Пьер Готье, полицейский

### Телесериалы
- 1968 — 1998 : fr:Bye Bye
- 1976 — 1982 : fr:Du Tac au Tac
- 1977 — 1978 : Le pont
- 1978 : fr:Pierre et Marie
- 1979 : fr:La Femme au géranium
- 1979 — 1982 : fr:Les Brillant
- 1980 — 1981 : fr:Au jour le jour
- 1981 — 1983 : fr:Les Girouettes
- 1984 : fr:Le crime d'Ovide Plouffe
- 1992 : fr:Montréal ville ouverte
- 1993 — 1999 : fr:La Petite Vie : Jean-Lou
- 1996 — 1999 : Omertà
- 2001 : fr:Si la tendance se maintient